# Wackersdorf
Wackersdorf là một đô thị ở huyện Schwandorf bang Bayern, Đức.